# Hypnum strumosum
Hypnum strumosum là một loài Rêu trong họ Hypnaceae. Loài này được (Hornsch.) Müll. Hal. mô tả khoa học đầu tiên năm 1851.